# Мишаче полювання
«Мишаче полювання» — американський фільм, чорна комедія 1997 року режисера Гора Вербінскі з Нейтаном Лейном і Лі Евансом у головних ролях.
Брати Ларс і Ерні Шмунц не приділяють особливого значення успадкованому ними старому напівзруйнованому особняку допоки не дізнаються, що ця занедбана нерухомість вартує мільйони. Та продати особняк заважає миша, що оселилася в будинку. Події відбуваються наприкінці XX століття, проте стиль комічно поєднує елементи від 1940-х по 1990-і.

## Сюжет
Власник шпагатної фабрики Рудольф Шмунц на смертному одрі заповідає своїм синам — Ларсу та Ерні, не продавати фабрику, та дарує їм шпагатову нитку, сказавши «розділити її по-братньому». Ларс готовий продовжити батьківський бізнес, однак Ерні зацікавлений кулінарією і не бачить перспектив у фабриці. Натомість Ерні покладає надії розбагатіти на ресторан, де він відомий шеф-кухар, що вдає з себе француза. Вже на похороні батька брати починають сваритися, що призводить до конфузу — труна падає і мрець звалюється в каналізацію.
Коли до ресторану Ерні приїздить мер міста, в тарілці опиняється тарган. Випадково скуштувааши комаху, мер помирає від серцевого нападу, тож Ерні виганяють з роботи. Тоді Ерні замислюється про продаж фабрики. Ларс, пам'ятаючи дану батькові обіцянку, категорично проти цього, навіть попри вигідну пропозицію купівлі підприємства.
Дружина Ларса, Ейпріл, коли дізнається, що він відмовився продавати фабрику, виганяє його з дому. Брати вирішують заночувати напередодні Різдва у батьковому особняку. Вони сперечаються кому дістанеться єдине ліжко, а потім лякаються тіней і шурхоту, думаючи, що то привид батька, розгніваний їхніми невдачами. Джерелом звуків виявляється звичайна миша. Хоча особняк виглядає дуже старим, брати випадково знаходять на горищі креслення, з яких з'ясовується, що будинок становить велику культурну цінність, бо спроєктований знаменитим архітектором. Бізнесмен Александр Фалько пропонує купити цей будинок. Ерні пропонує влаштувати аукціон, щоб отримати з угоди більше грошей, і Фалько погоджується.
Ремонтуючи будинок для аукціону, брати згадують про мишу. Ерні завзято береться знищити гризуна і скоро залучає до цього брата. Вони розставляють безліч мишоловок, але миша оминає їх усі, а брати самі потрапляють у власну пастку. Потім вони намагаються витягнути мишу пилососом, але труба пробиває каналізацію і пилосос вибухає, заливши будинок лайном. Ерні з Ларсом вирушають у притулок для тварин, де купують скаженого кота, але і його миша заганяє до пастки. Останнім заходом брати викликають прискіпливого та самовпевненого дератизатора Цезаря, що береться вполювати мишу хитромудрими способами. Гризун причіпляє його до автомобільної лебідки, що протягує дератизатора крізь увесь будинок. Вражений своєю невдачею, той божеволіє.
Витративши всі гроші на впіймання миші та розгромивши будинок, Ларс і Ерні не помічають оголошення, що через два дні банк конфіскує будинок через несплату боргу колишнім господарем. Брати намагаються отримати достатню суму, позичивши її в працівників фабрики, та це призводить до бунту. Ерні доводиться самотужки підтримувати виробництво, в ході чого він випадково знаходить серед купи паперів акцію компанії, що хотіла купити фабрику. Потай від Ларса, Ерні вирішує продати фабрику, проте йдучи на зустріч з представниками компанії потрапляє під автобус.
Тим часом Ейпріл, дізнавшись від адвоката про аукціон, швидко перестає гніватися на чоловіка й дає йому й Ерні гроші на погашення боргу. Після цього, повернувшись в особняк, Ерні придумує особисто вбити мишу, а саме в цей час газовий кран виявляється відкритим, що спричиняє вибух. Ларс дізнається про намір брата продати фабрику, і між ними спалахує сварка. В ході сварки вони випадково ловлять мишу. Брати вже готові вбити її, але зрештою не наважуються та відсилають її на Кубу до Фіделя Кастро. За час, що лишився, Ларс і Ерні встигають прибрати будинок для аукціону.
На аукціон прибувають різні екстравагантні гості, все йде за планом, аж тут посилку з мишею несподівано повертають назад через недостатню вагу. Миша тікає та починає гризти шпагат, подарований Ларсу й Ерні батьком. У спробі вбити-таки гризуна, брати спричиняють паніку серед гостей і беруться залити мишачу нору водою. Це тільки руйнує будинок зсередини і він розвалюється, а гостей змиває на вулицю. На руїнах будинку брати знаходять шпагат, з чого роблять висновок, що миша нарешті здохла. Вони приходять на спорожнілу фабрику, де виявляється і вціліла миша. Вона випадково запускає верстати, на одному з яких з'яляється призначений їй як приманка шматок сиру. На конвеєрі з сиру виходить сирний шпагат — цілковито новий продукт. Брати розуміють, що це їхня нагода здобути успіх.
За якийсь час фабрика починає виробляти сирний шпагат, який користується неабияким попитом. Ларс тепер працює там адміністратором, Ерні — кулінаром-технологом, а миша — асистентом Ерні та головним дегустатором. Батьковий шпагат брати поміщають у рамку та вішають поряд з портретом батька, чий дух напевне і керував мишею.

## У ролях
- Нейтан Лейн — Ерні Шмунц
- Лі Еванс — Ларс Шмунц
- Крістофер Вокен — дератизатор Цезар
- Майкл Джетер — Квінсі Торп
- Морі Чайкін — Александр Фалько
- Віккі Льюїс — Ейпріл Шмунц
- Вільям Гіккі — Рудольф Шмунц
- Маріо Кантоні — співробітник компанії «Zeppco Industries»
- Дебра Крістофферсон — Інгрід
- Камілла Сьоберг — Гільда

## Закадрове озвучення
- Старе багатоголосе закадрове озвучення студії «Так Треба Продакшн» (2005). Ролі озвучували: Анатолій Пашнін, Олег Стальчук, Юрій Ребрик та Олена Бліннікова.
- Нове багатоголосе закадрове озвучення студії «Так Треба Продакшн» (2013). Ролі озвучували: Ярослав Чорненький, Анатолій Пашнін, Дмитро Терещук та Валентина Сова.